# Come far nascere un fiore (singolo)
Come far nascere un fiore è un singolo del gruppo musicale Le Vibrazioni, pubblicato il 7 ottobre 2011 come unico estratto dalla raccolta omonima.
Il relativo videoclip è stato pubblicato il 3 novembre 2011 attraverso il canale YouTube del gruppo.

## Tracce
1. Come far nascere un fiore – 3:38

## Classifiche
| Classifica (2011) | Posizione massima |
| ----------------- | ----------------- |
| Italia            | 98                |